# معهد الأمم المتحدة لبحوث نزع السلاح
تم إنشاء معهد الأمم المتحدة لبحوث نزع السلاح (بالإنجليزية: United Nations Institute for Disarmament Research)‏ كما يعرف باسم يونيدير نسبة إلى الاختصار (بالإنجليزية: UNIDIR)‏ في عام 1980 من قبل الجمعية العامة للأمم المتحدة لإبلاغ الدول والمجتمع العالمي بمسائل الأمن الدولي، وللمساعدة في جهود نزع السلاح من أجل تسهيل التقدم نحو مزيد من الأمن والاقتصاد التنمية الاجتماعية للجميع.
وإدراكاً للحاجة إلى إجراء بحوث موضوعية وتجريبية وشاملة بشأن نزع السلاح والأمن، حددت الجمعية العامة أن المعهد سيكون كياناً مستقلاً داخل هيكل الأمم المتحدة، بحيث يمكن إجراء عمله في استقلال علمي.

## روابط خارجية
- الموقع الرسمي